# Караджагюр
Караджагюр или Караджюр (на турски: Karacagür) е село в Източна Тракия, Турция, вилает Родосто.

## География
Селото се намира на 20 километра северно от Малгара.

## История
В XIX век Караджюр е българско село в Малгарската кааза в Одринския вилает на Османската империя. Според „Етнография на вилаетите Адрианопол, Монастир и Салоника“, издадена в Константинопол в 1878 година и отразяваща статистиката на населението от 1873 година, Карачун (Karatchoun) има 126 домакинства и 615 жители българи.